# Guy Garvey
Guy Edward John Patrick Garvey (ur. 6 marca 1974 r. w Bury) – wokalista i gitarzysta brytyjskiego zespołu Elbow. Jest także prezenterem stacji radiowej BBC 6 Music oraz A&R menedżerem wytwórni muzycznej Skinny Dog Records, którą założył wraz z Peterem Jobsonem (I Am Kloot), Scottem Alexandrem (Indigo Jones) i Davidem Seftonem.
Jego wszechstronny głos charakteryzuje się głęboko zaakcentowanym tenorem przez co często porównywany jest do Petera Gabriela.
Ponadto Garvey pisał artykuły w manchesterskiej edycji magazynu Time Out. Jest też patronem grupy MAG (The Mines Advisory Group), mającej siedzibę w Manchesterze organizacji charytatywnej i zajmującej się oczyszczaniem stref działań wojennych z min i niewypałów. Garvey wyprodukował debiutancki album zespołu I Am Kloot (Natural History, 2001), a także, wspólnie z Craigiem Potterem (klawiszowiec Elbow), ich singel "Maybe I Should" (niezwiązany z żadnym albumem, 2005) oraz dwa inne studyjne albumy – Sky at Night (2010) oraz Let It All In (2013). Guy współpracował także z Massive Attack przy nagrywaniu płyty Heligoland (2010).
Garvey na koncertach często gra na gitarze, perkusji lub harmonijce.
Guy pamięta o swoich irlandzkich korzeniach. Stwierdził, że jest zachwycony odwiedzaniem Irlandii w Dzień św. Patryka w ostatnich latach. Jego prapradziadek wyjechał z Cork w 1822 r. i osiedlił się w Manchesterze gdzie, jak sam powiedział, "Garveyowie mieszkają do dziś".

## Dyskografia
Albumy solowe
| Tytuł               | Dane dot. albumu                                                 | Pozycja na liście | Pozycja na liście | Pozycja na liście |
| Tytuł               | Dane dot. albumu                                                 | UK                | IRL               | NLD               |
| ------------------- | ---------------------------------------------------------------- | ----------------- | ----------------- | ----------------- |
| Courting the Squall | - Data: 30 października 2015 - Wydawca: Polydor, Fiction Records | 3                 | 9                 | 19                |

## Filmografia
| Tytuł                                       | Rok  | Rola        | Uwagi                                       | Źródło |
| ------------------------------------------- | ---- | ----------- | ------------------------------------------- | ------ |
| "When Albums Ruled the World"               | 2013 | jako on sam | film dokumentalny, reżyseria: Steve O'Hagan | [ 9 ]  |
| "The Kate Bush Story: Running Up That Hill" | 2014 | jako on sam | film dokumentalny, reżyseria: Adrian Sibley | [ 10 ] |